# Lijst van films J-R
Dit is een lijst van films die beginnen met een letter van J tot en met R.

## J
- Ja zuster, nee zuster (2002)
- Jack & Sarah (1995)
- Jack Frost (1998)
- The Jackal (1997)
- Jackass: The Movie (2002)
- Jackass Number Two (2006)
- The Jacket (2005)
- Jackie Brown (1997)
- Jacknife (1987)
- Jacob's Ladder (1990)
- Jade (1995)
- Jam Session (2005)
- Jammin' the Blues (1944)
- Jane Eyre (1910)
- Jane Eyre (1914)
- Jane Eyre (1914)
- Jane Eyre (1915)
- Jane Eyre (1921)
- Jane Eyre (1934)
- Jane Eyre (1944)
- Jane Eyre (1952)
- Jane Eyre (1956)
- Jane Eyre (1961)
- Jane Eyre (1963)
- Jane Eyre (1970)
- Jane Eyre (1973)
- Jane Eyre (1983)
- Jane Eyre (1996)
- Jane Eyre (1997)
- Jane Eyre (2006)
- Jane Eyre (2011)
- Jane Goodall's Wild Chimpanzees (2002)
- Janssens tegen Peeters (1940)
- The January Man (1989)
- Jarhead (2005)
- Jawbreaker (1999)
- Jaws (1975)
- Jaws 2 (1978)
- Jaws 3-D (1983)
- Jaws: The Revenge (1987)
- Jay and Silent Bob Strike Back (2001)
- Jazz on a Summer's Day (1960)
- The Jazz Singer (1927)
- Jeepers Creepers (2001)
- Jeepers Creepers 2 (2003)
- Jefferson in Paris (1994)
- Jerry Maguire (1997)
- Jersey Girl (2004)
- Jesus (1979)
- Jesus Christ Superstar (1973)
- Jesus' Son (1999)
- The Jew in the Lotus (1998)
- The Jewel of the Nile (1985)
- Jezebel (1938)
- Jezus is een Palestijn (1999)
- JFK (1991)
- Jimmy (2024)
- Jimmy Neutron: Wonderkind (2001)
- Jo (1971)
- Joe Versus the Volcano (1990)
- Johan (2005)
- Johnny Be Good (1988)
- Johnny Belinda (1948)
- Johnny Bravo (2006)
- Johnny Eager (1942)
- Johnny English (2003)
- Johnny Got His Gun (1971)
- Johnny Handsome (1990)
- Johnny Mnemonic (1995)
- Johnny Suede (1992)
- Johns (1996)
- De Johnsons (1992)
- Jojo Rabbit (2019)
- Joker (2019)
- Josiah's Canon (2006)
- Le Joueur d'échecs (1927)
- Jour de fête (1949)
- Le jour se lève (1939)
- Journey to the Center of the Earth (1959)
- Joyeux Noël (2005)
- Joyride (2005)
- Ju-on (1998) filmserie
- Judas and the Black Messiah (2021)
- Judas Kiss (2011)
- Judge Dredd (1995)
- Judgment at Nuremberg (1961)
- Judgment Night (1993)
- Juggernaut (1974)
- Julia (1977)
- Julie en Herman (2003)
- Julius Caesar (1953)
- Jumanji (1995)
- Jumpin' Jack Flash (1986)
- Der junge Medardus (1923)
- Jungle 2 Jungle (1997)
- Jungle Boek (1967)
- Jungle Boek 2 (2003)
- The Jungle Book (2016)
- Jungle Fever (1991)
- Junior (1994)
- Junk Mail (1997)
- Juno (2007)
- Jurassic Park (1993)
- Jurassic Park 2 (1997)
- Jurassic Park III (2001)
- Jurassic World (2015)
- Jurassic World Rebirth (2025)
- Jurassic World Dominion (2022)
- Jurassic World: Fallen Kingdom (2018)
- De jurk (1995)
- The Juror (1996)
- Just Cause (1995)
- Just Friends (2005)
- Just Like Heaven (2005)
- Just Married (2003)
- Just My Luck (2006)
- Just the Ticket (1999)
- Just Visiting (2001)
- Juve Contre Fantômas (1913)

## K
- K-19: The Widowmaker (2002)
- K3 en het magische medaillon (2004)
- Das Kabinett des Doktor Caligari (1920)
- De Kabouterschat (1999)
- Kagemusha (1980)
- Kagen no Tsuki (2004)
- Kameleon 2 (2005)
- De Kameleon aan de ketting (2021)
- Kamen gakuen (2000)
- Kandahar (2001)
- Kangaroo Jack (2003)
- Karakter (1997)
- The Karate Kid (1984)
- The Karate Kid Part II (1986)
- The Karate Kid Part III (1989)
- Karate Kid: Legends (2025)
- Karma (2006)
- Kate & Leopold (2001)
- Keeping the Faith (2000)
- Kees de jongen (2003)
- Keetje Tippel (1975)
- Keinohrhasen (2007)
- Kekexili: Mountain Patrol (2004)
- Kelly's Heroes (1970)
- Ken Park (2002)
- Kentucky (1938)
- Kermit's Swamp Years (2002)
- Key Largo (1948)
- Key to the City (1950)
- Kickboxer (1987)
- Kickboxer 2: The Road Back (1991)
- Kickboxer 3: The Art of War (1992)
- Kickboxer 4: The Aggressor (1994)
- Kickboxer 5: The Redemption (1995)
- The Kid (1921)
- The Kid Brother (1927)
- A Kid from Tibet (1992)
- Kid Galahad (1937)
- Kid Galahad (1962)
- Kids (1995)
- The Kids Are All Right (2010)
- Kill Bill vol. 1 (2003)
- Kill Bill vol. 2 (2004)
- Killer of Sheep (1977)
- Killer's Kiss (1955)
- The Killers (1946)
- The Killing (1956)
- The Killing Fields (1984)
- Killing Me Softly (2002)
- Killing Zoe (1994)
- Killjoy (1981)
- Kilkenny Cross (2006)
- Killshot (2006)
- Kim Possible: So the Drama (2005)
- Kind Hearts and Coronets (1949)
- Kindergarten Cop (1991)
- King: A Filmed Record... Montgomery to Memphis (1970)
- The King and I (1956)
- King Arthur (2004)
- King Kong (1933)
- King Kong (1976)
- King Kong (2005)
- The King of Comedy (1983)
- King of Jazz (1930)
- King Ralph (1991)
- King Richard (2021)
- King Solomon's Mines (1950)
- The King's Speech (2010)
- Kingdom of Heaven (2005)
- Kingpin (1996)
- Kings Go Forth (1958)
- Kings Row (1942)
- Kinsey (2005)
- The Kiss (1929)
- Kiss Me Deadly (1955)
- Kiss Me Kate (1953)
- Kiss of Death (1995)
- Kiss of the Dragon (2001)
- Kiss of the Spider Woman (1985)
- Kiss the Boys Goodbye (1941)
- Kiss the Girls (1998)
- Kissing Jessica Stein (2002)
- Kitty Foyle (1940)
- Klaus (2019)
- De kleine blonde dood (1993)
- De Kleine Grote Sinterklaasfilm (2022)
- Kleine IJstijd (2017)
- De kleine zeemeermin (1989)
- Knetter (2005)
- Knight Rider (2008)
- A Knight's Tale (2001)
- The Knot (2006)
- Knute Rockne, All American (1940)
- Koi Tujh Sa Kahan (2005)
- Koko Flanel (1990)
- Komt een vrouw bij de dokter (2009)
- Koyaanisqatsi (1983)
- K-PAX (2002)
- Kramer vs. Kramer (1979)
- Kroamschudd'n in Mariaparochie (1988)
- De Kronieken van Narnia: De leeuw, de heks en de kleerkast (2005)
- De Kronieken van Narnia: De reis van het drakenschip (2010)
- De Kronieken van Narnia: Prins Caspian (2007)
- Kruimeltje (1999)
- Kubo and the Two Strings (2016)
- Kuifje en het geheim van het Gulden Vlies (1961)
- Kuifje en het Haaienmeer (1972)
- Kundun (1997)
- Kung Fu Hustle (2005)
- Kung Fu Panda (2008)
- Kung Pow: Enter the Fist (2002)
- Kwestie van geduld (2022)

## L
- L.A. Confidential (1997)
- La La Land (2016)
- Laatste rit (2020)
- Laberinto de pasiones (1982)
- Labyrinth (1986)
- Ladder 49 (2004)
- Ladies in Lavender (2005)
- Ladri di biciclette (1948)
- Lady Bird (2017)
- Lady en de Vagebond (1956)
- The Lady Eve (1941)
- Lady for a Day (1933)
- The Lady from Shanghai (1947)
- Lady in the Water (2006)
- The Lady Vanishes (1938)
- Ladyhawke (1985)
- Laissez-passer (2001)
- The Lake House (2006)
- Lake Placid (2000)
- Lambchops (1929)
- Land and Freedom (1995)
- The Land Beyond the Sunset (1912)
- Land of Plenty (2005)
- Land of the Dead (2005)
- The Land That Time Forgot (2009)
- Lang Leve de Koningin (1995)
- Langer licht (2006)
- The Langoliers (1996)
- Lara Croft: Tomb Raider (2001)
- Lara Croft Tomb Raider: The Cradle of Life (2003)
- Lars de kleine ijsbeer (2001) ook bekend als The Little Polar Bear
- Lassie (1994)
- Lassie Come Home (1943)
- Last Action Hero (1993)
- The Last Boy Scout (1991)
- Last Breath (2025)
- The Last Castle (2002)
- The Last Command (1928)
- Last Days (2005)
- The Last Emperor (1987)
- Last Holiday (2006)
- Last Hurrah for Chivalry (1978)
- Last Man Standing (1996)
- The Last of Mrs. Cheyney (1929)
- The Last of Mrs. Cheyney (1937)
- The Last of the Mohicans (1920)
- The Last of the Mohicans (1992)
- The Last Picture Show (1971)
- The Last Samurai (2003)
- The Last Supper (1995)
- The Last Temptation of Christ (1987)
- Laughing Sinners (1931)
- Laura (1944)
- The Lavender Hill Mob (1951)
- Lawrence of Arabia (1962)
- Laws of Attraction (2004)
- Layer Cake (2005)
- The League of Extraordinary Gentlemen (2003)
- A League of Their Own (1992)
- The Learning Tree (1969)
- Leave Her to Heaven (1945)
- Leaving Fear Behind (2008)
- Leaving Las Vegas (1995)
- Lebenspornografie (2003)
- Leef! (2005)
- De leerling (2015)
- Leeuwin (2023)
- Legally Blonde (2001)
- Legally Blonde 2: Red, White & Blonde (2003)
- Legend (1985)
- The Legend of Bagger Vance (2001)
- The Legend of Zorro (2005)
- The Legend of Zu (2001)
- Legends of the Fall (1995)
- The Lego Movie (2014)
- Lek (2000)
- Lekker met de meiden (2025)
- Lemon Tree (2008)
- Lemony Snicket's A Series of Unfortunate Events (2004)
- Lenny (1974)
- Léon (1994)
- Lepel (2005)
- Let It Be (1970)
- Lethal Weapon (1987)
- Lethal Weapon 2 (1989)
- Lethal Weapon 3 (1992)
- Lethal Weapon 4 (1998)
- Let's All Go to the Lobby (1957)
- The Letter (1940)
- Letter from an Unknown Woman (1948)
- A Letter to Three Wives (1949)
- Letters from Iwo Jima (2006)
- Der letzte Mann (1924)
- Liar Liar (1996)
- Libeled Lady (1936)
- The Libertine (2005)
- Liberty Stands Still (2002)
- Licence to Kill (1989)
- License to Drive (1988)
- Licorice Pizza (2021)
- Liefde zonder grenzen (2021)
- Liever verliefd (2021)
- The Life and Death of 9413: a Hollywood Extra (1928)
- The Life and Death of Colonel Blimp (1943)
- The Life and Times of Rosie the Riveter (1980)
- The Life Aquatic with Steve Zissou (2004)
- Life is a Miracle (2004)
- Life Is Beautiful (1998)
- The Life of Emile Zola (1937)
- Life of Pi (2012)
- Life with Father (1947)
- De lift (1983)
- Lightning Jack (1993)
- Lilies of the Field (1963)
- Lilja 4-ever (2003)
- Lilo & Stitch (2002)
- Lilo & Stitch (2025)
- Lincoln (2012)
- Lion (2016)
- The Lion in Winter (1968)
- The Lion King (1994)
- The Lion King II: Simba's trots (1998)
- Lisbon Story (1994)
- The Little Ark (1972)
- Little Big Man (1970)
- Little Black Book (2004)
- Little Buddha (1993)
- Little Caesar (1931)
- The Little Foxes (1941)
- Little Fugitive (1953)
- Little Man (2006)
- The Little Mermaid (1989)
- Little Miss Marker (1980)
- Little Miss Sunshine (2006)
- Little Nicky (2000)
- The Little Princess (1939)
- Little Shop of Horrors (1986)
- Little Voice (1998)
- Little Women (1933)
- Little Women (1994)
- Little Women (2019)
- Live and Let Die (1973)
- The Lives of a Bengal Lancer (1935)
- Living Buddha (1994)
- The Living Daylights (1987)
- The Living Desert (1953)
- The Lizzie McGuire Movie (2003)
- Lo que le pasó a Santiago (1989)
- Lock Up (1989)
- The Lodger: A Story of the London Fog (1927)
- Loenatik: de moevie (2002)
- Lolita (1962)
- LolliLove (2004)
- The Lonely Guy (1984)
- Un long dimanche de fiançailles (2004)
- The Long Good Friday (1980)
- The Long Goodbye (1973)
- Long Time Dead (2002)
- The Long Voyage Home (1940)
- The Longest Day (1962)
- The Longest Yard (1974)
- The Longest Yard (2005)
- Look Who's Talking (1989)
- Look Who's Talking Too (1991)
- Look Who's Talking Now (1994)
- Looking for Mr. Goodbar (1977)
- Loos (1989)
- The Lord of the Rings: The Fellowship of the Ring (2001)
- The Lord of the Rings: The Two Towers (2002)
- The Lord of the Rings: The Return of the King (2003)
- Lord of War (2005)
- Lost and Delirious (2001)
- The Lost Boys (1986)
- The Lost Daughter (2021)
- Lost Highway (1997)
- Lost Horizon (1937)
- Lost Horizon (1973)
- Lost in Translation (2003)
- Lost Souls (2001)
- The Lost Weekend (1945)
- The Lost World: Jurassic Park (1997)
- Louisiana Story (1948)
- Love Actually (2003)
- Love and a .45 (1995)
- Love and Monsters (2020)
- Love and Other Disasters (2006)
- Love Crazy (1941)
- Love Fail Repeat (2025)
- Love Finds Andy Hardy (1938)
- Love Happy (1949)
- Love in a Bottle (2021)
- Love Is a Many-Splendored Thing (1955)
- Love Me or Leave Me (1955)
- Love Me Tender (1956)
- Love Me Tonight (1932)
- Love on the Run (1936)
- The Love Parade (1929)
- A Love Song for Bobby Long (2004)
- Love Story (1970)
- Lover Come Back (1961)
- Loverboy (2003)
- Loverboy: Emoties uit (2024)
- Lovesick (1983)
- Loving Vincent (2017)
- A Low Down Dirty Shame (1994)
- Luca (2021)
- Lucas (1986)
- Lucifer (1981)
- Luger (1982)
- Lust for Life (1956)
- Luther (2004)

## M
- M – Eine Stadt sucht einen Mörder (1931)
- M*A*S*H (1970)
- Een maand later (1987)
- Y Mabinogi (2003)
- Macbeth (1991)
- The Machinist (2004)
- Mad Dog and Glory (1993)
- Mad Love (1995)
- Mad Max (1979)
- Mad Max 2: The Road Warrior (1981)
- Mad Max 3: Beyond the Thunderdome (1985)
- Mad Max: Fury Road (2015)
- Madagascar (2005)
- Madame Curie (1943)
- Mädchen in Uniform (1958)
- Made in America (1993)
- Madea's Witness Protection (2012)
- Madelief, krassen in het tafelblad (1998)
- Mademoiselle (2001)
- Madison (2001)
- Madonna: Truth or Dare (1990)
- Madres paralelas (2021)
- Mafia! (1998)
- Magical Mystery Tour (1967)
- The Magdalene Sisters (2002)
- The Magic Christian (1969)
- The Magnificent Ambersons (1942)
- Magnificent Obsession (1954)
- Magnolia (1999)
- Mah Nakorn (2004) ook bekend als Citizen Dog
- Maid in Manhattan (2002)
- Major League (1989)
- Malcolm X (1993)
- Male and Female (1919)
- Malice (1993)
- Mallrats (1995)
- The Maltese Falcon (1941)
- Mama is boos! (1985)
- A Man for All Seasons (1966)
- The Man in the Moon (1991)
- The Man in the White Van (2023)
- De man met de camera (1929)
- Man on Fire (2004)
- Man on the Moon (1999)
- The Man Who Came to Dinner (1942)
- The Man Who Knew Too Much (1934)
- The Man Who Knew Too Much (1956)
- The Man Who Shot Liberty Valance (1962)
- The Man Who Would Be King (1975)
- The Man with the Golden Gun (1974)
- The Man with Two Brains (1983)
- Manchester by the Sea (2016)
- The Manchurian Candidate (1962)
- The Manchurian Candidate (2004)
- Manderlay (2005)
- Manhattan Melodrama (1934)
- Manhunter (1986)
- Mank (2020)
- De mantel der liefde (1978)
- Manuale d'amore (2005)
- Manuale d'amore 2 - Capitoli successivi (2007)
- Marathon Man (1976)
- Marie Antoinette (1938)
- Marie Antoinette (2006)
- Mariken (2000)
- The Mark of Zorro (1940)
- Marked for Death (1990)
- Marriage Story (2019)
- Mars Attacks! (1996)
- The Martian (2015)
- Marty (1955)
- Der Märtyrer seines Herzens (1918)
- Marvin's Room (1997)
- Mary and Max (2009)
- Mary Poppins (1964)
- Mary Poppins Returns (2018)
- Mary Shelly's Frankenstein (1994)
- Mask (1985)
- The Mask (1994)
- The Mask of Zorro (1998)
- Master and Commander: The Far Side of the World (2003)
- Masterclass (2005)
- Masters of the Universe (1987)
- Mata Hari (1931)
- Match Point (2005)
- The Matchmaker (1997)
- Material Girls (2006)
- Materialists (2025)
- Matilda (1996)
- The Matrix (1999)
- The Matrix Reloaded (2003)
- The Matrix Revolutions (2003)
- The Matrix Resurrections (2021)
- A Matter of Life and Death (1946)
- Maverick (1994)
- Max Dugans Return (1983)
- Max Havelaar (1976)
- Mean Girls (2004)
- Mean Streets (1973)
- Measure of a Man (2018)
- Meatballs (1979)
- Medea (1988)
- Medicine Man (1991)
- Meester Kikker (2016)
- Meet John Doe (1941)
- Meet Me in St. Louis (1944)
- Meet the Feebles (1989)
- Meet the Fockers (2004)
- Meet the Parents (2000)
- Meeting people is easy (1999)
- La meglio gioventù (2003)
- Het meisje met het rode haar (1981)
- Memento (2000)
- Memoirs of a Geisha (2005)
- Men in Black (1997)
- Men in Black II (2002)
- Men in Black III (2012)
- The Menendez Brothers (2024)
- Menendez: Blood Brothers (2017)
- Mercury Rising (1998)
- Mermaids (1990)
- The Merry Widow Night (1934)
- Message in a Bottle (1999)
- The Messenger: The Story of Joan of Arc (1999)
- Met mes (2022)
- Metropolis (1927)
- The Mexican (2001)
- Miami Blues (1990)
- Miami Vice (2006)
- Michael Clayton (2007)
- Mickey Blue Eyes (1999)
- Midnight Cowboy (1969)
- Midnight Express (1978)
- Midnight in Paris (2011)
- Midnight Lace (1960)
- Midnight Run (1988)
- Midnight (1939)
- A Midsummer Night's Dream (1935)
- Mifunes sidste sang (1999)
- Mijn vader is een vliegtuig (2021)
- Milarepa (2006)
- Mildred Pierce (1945)
- Milk (2008)
- Million Dollar Baby (2004)
- The Million Dollar Hotel (2001)
- Million Dollar Legs (1932)
- Der Millionenonkel (1913)
- Millions (2004)
- Mimic (1997)
- Min and Bill (1931)
- Minari (2020)
- Mindhunters (2004)
- Minoes (2001)
- Minority Report (2002)
- The Miracle of Morgan's Creek (1944)
- Miracle On 34th Street (1947)
- Miracle on 34th Street (1994)
- Mirrors (2008)
- Misery (1990)
- The Misfits (1961)
- Miss Congeniality (2000)
- Miss Congeniality 2: Armed & Fabulous (2005)
- Missing (1982)
- Missing (2023)
- Missing in Action (1984)
- Missing Link (2019)
- The Mission (1986)
- Mission to Mars (2000)
- Mission: Impossible (1996)
- Mission: Impossible II (2000)
- Mission: Impossible III (2006)
- Mississippi Burning (1987)
- Mister Roberts (1955)
- The Mists of Avalon (2001)
- The Mitchells vs. the Machines (2021)
- Moana (2016)
- Moby Dick (1956)
- Mocro Maffia: Meltem (2021)
- Mocro Maffia: Tatta (2023)
- Mocro Maffia: Taxi (2024)
- Modern Times (1936)
- Modesty Blaise (1966)
- Mon oncle (1958)
- Mona Lisa Smile (2003)
- The Money Pit (1986)
- Money Train (1995)
- Moneyball (2011)
- Monk (2017)
- Monkey Business (1931)
- Monkey Trouble (1994)
- Monkeybone (2001)
- Mononoke Hime (1997)
- Monsieur Verdoux (1947)
- Monster's Ball (2001)
- Monsters, Inc. (2001)
- Monty Python and Now for Something Completely Different (1971)
- Monty Python and the Holy Grail (1975)
- Monty Python's Life of Brian (1979)
- Monty Python's The Meaning of Life (1983)
- De mooiste dag (2024)
- Moonlight (2016)
- Moonraker (1979)
- Moonstruck (1987)
- The More the Merrier (1943)
- Morning Glory (1933)
- Morocco (1930)
- Mortal Kombat (1995)
- Mortal Kombat II (1998)
- The Mortal Storm (1940)
- Morvern Callar (2002)
- The Mosquito Coast (1986)
- Moulin Rouge (1952)
- Moulin Rouge! (2001)
- Mousehunt (1997)
- Move Over, Darling (1963)
- Mr. Holland's Opus (1995)
- Mr. Magoo (1998)
- Mr. & Mrs. Smith (1941)
- Mr. & Mrs. Smith (2005)
- Mr. Deeds Goes to Town (1936)
- Mr. Smith Goes to Washington (1939)
- Mrs. Doubtfire (1993)
- Mrs. Doubtfire 2 (2006)
- Mrs. Henderson Presents (2005)
- Mrs. Miniver (1942)
- Much Ado About Nothing (1993)
- Mufasa: The Lion King (2024)
- Mulan (1998)
- Mulan (2020)
- Mulholland Drive (2001)
- Multiplicity (1996)
- The Mummy (1999)
- The Mummy Returns (2001)
- Munich (2005)
- Murder in the First (1995)
- Murder, He Says (1945)
- The Music Man (1962)
- Mutiny on the Bounty (1935)
- My Best Friend's Birthday (1987) nooit uitgebracht
- My Big Fat Greek Wedding (2002)
- My Cousin Vinny (1992)
- My Dad's a Soccer Mom (2014)
- My Darling Clementine (1946)
- My Dog Skip (2000)
- My Fair Lady (1964)
- My Favorite Brunette (1947)
- My Friend Flicka (1943)
- My Friend Irma (1949)
- My Left Foot (1990)
- My Life with Caroline (1941)
- My Little Chickadee (1940)
- My Little Eye (2002)
- My Man Godfrey (1936)
- My Neighbor Totoro (1988)
- My Own Private Idaho (1991)
- My Reincarnation (2010)
- My Stepmother Is an Alien (1988)
- My Super Ex-Girlfriend (2006)
- Myra Breckinridge (1970)
- Mysterious Skin (2005)
- Mystic Pizza (1988)
- Mystic River (2003)
- The Myth (2005)

## N
- Naar de klote! (1996)
- Nacho Libre (2006)
- De nacht van Aalbers (2001)
- Nachtrit (2006)
- Nachtvlinder (1999)
- The Naked City (1948)
- The Naked Gun (2025)
- The Naked Gun: From the Files of Police Squad! (1988)
- The Naked Gun 2½: The Smell of Fear (1991)
- Naked Gun 33⅓: The Final Insult (1994)
- Naked Lunch (1991)
- The Name of the Rose (1986)
- Nanny McPhee (2005)
- Nanook of the North (1922)
- Napoléon (1927)
- Napoleon Dynamite (2004)
- Naqoyqatsi (2002)
- Narc (2003)
- Nashville (1975)
- National Lampoon's Vacation (1983)
- National Lampoon's European Vacation (1985)
- National Lampoon's Christmas Vacation (1989)
- National Lampoon's Christmas Vacation 2: Cousin Eddie's Island Adventure (2003)
- National Security (2003)
- National Treasure (2004)
- National Treasure 2 (2008)
- National Velvet (1944)
- Natural Born Killers (1994)
- Naughty Marietta (1935)
- The Navigator (1924)
- Navy SEALs (1991)
- Nebraska (2013)
- Needful Things (1993)
- Neem me mee (2023)
- The Negotiator (1998)
- Nell (1995)
- The Net (1995)
- Network (1976)
- Never Been Kissed (1999)
- Never Say Never Again (1984)
- Never Talk to Strangers (1996)
- The NeverEnding Story (1984)
- The NeverEnding Story II: The Next Chapter (1990)
- The NeverEnding Story III (1994)
- New Dragon Gate Inn (1992)
- The New Guy (2002)
- New Jack City (1991)
- A New Leaf (1971)
- The New World (2006)
- New York Minute (2004)
- The Next Best Thing (2000)
- Next Goal Wins (2014)
- Die Nibelungen: Kriemhilds Rache (1924)
- Die Nibelungen: Siegfried (1924)
- Nicholas and Alexandra (1971)
- Nico: Above the Law (1988)
- Night and the City (1992)
- Night at the Museum (2006)
- A Night at the Opera (1935)
- Night Falls on Manhattan (1997)
- A Night in Casablanca (1946)
- The Night Listener (2006)
- The Night of the Hunter (1955)
- Night of the Living Dead (1968)
- Night on Earth (1992)
- Night Passage (1957)
- Nighthawks (1981)
- The Nightmare Before Christmas (1993)
- Nightmare Alley (2021)
- A Nightmare on Elm Street (1984)
- A Nightmare on Elm Street 2: Freddy's Revenge (1985)
- A Nightmare on Elm Street 3: Dream Warriors (1987)
- A Nightmare on Elm Street 4: The Dream Master (1988)
- A Nightmare on Elm Street 5: The Dream Child (1989)
- Nightwatch (1998)
- Nikita (1990)
- 9½ Weeks (1986)
- Nine Months (1995)
- Nine to Five (1980)
- Nineteen Eighty-Four (1984)
- Ninotchka (1939)
- The Ninth Gate (2000)
- No Country for Old Men (2007)
- No Highway (1951) ook bekend als No Highway in the Sky
- No Man of Her Own (1932)
- No Man's Land (1987)
- No Mercy (1986)
- No Time to Die (2021)
- No Trains No Planes (1999)
- Nobody (2021)
- Nobody 2 (2025)
- Nobody's Fool (1994)
- Nobody's Perfect (1991)
- Noises Off (1992)
- Nomadland (2020)
- None But the Lonely Heart (1944)
- Nongnu (1963)
- De Noorderlingen (1992)
- Norma Rae (1979)
- El Norte (1983)
- North by Northwest (1959)
- North Country (2005)
- Nosferatu, eine Symphonie des Grauens (1922)
- Nosferatu: Phantom der Nacht (1979)
- Not Another Teen Movie (2001)
- Nothing in Common (1986)
- Notorious (1946)
- Notorious (2009)
- Notte prima degli esami (2006)
- Notting Hill (1999)
- Novo (2002)
- Novocaine (2001)
- Novocaine (2025)
- Now and Forever (1934)
- Now and Then (1995)
- Now, Voyager (1942)
- Nowhere (1997)
- Nowhere Boy (2009)
- Nowhere to Run (1993)
- Nuovomondo (2006)
- The Nun's Story (1959)
- Nuremberg (2004)
- Nurse Betty (2000)
- The Nutcracker Prince (1991)
- The Nutty Professor (1963)
- Nutty Professor II: The Klumps (2000)
- Nynke (2001)

## O
- O (2001) ook bekend als Othello
- O Brother, Where Art Thou? (2000)
- Ocean's 11 (1960)
- Ocean's Eleven (2001)
- Ocean's Twelve (2004)
- Octane (2003)
- Octopussy (1983)
- Oei, ik groei! (2023)
- Oeroeg (1993)
- Of Human Bondage (1934)
- Of Mice and Men (1939)
- Of Mice and Men (1992)
- Off Screen (2005)
- Offers (2005)
- Office Space (1999)
- An Officer and a Gentleman (1982)
- Offret (1986)
- The OH in Ohio (2006)
- Oh! What a Lovely War (1969)
- Old School (2003)
- Oliver! (1968)
- Oliver Twist (1948)
- Oliver Twist (2005)
- Olivetti 82 (2001)
- Ome Cor (2022)
- The Omen 666 (2006)
- The Omen (1976)
- Omen II: Damien (1978)
- On Deadly Ground (1994)
- On Golden Pond (1981)
- On Her Majesty's Secret Service (1969)
- On the Beach (1959)
- On the Town (1949)
- On the Waterfront (1954)
- On Life & Enlightenment (2006)
- On Swift Horses (2024)
- Once (2006)
- Once Upon a Time in America (1984)
- Once Upon a Time in China (1991)
- Once Upon a Time in Hollywood (2019)
- Once Upon a Time in Mexico (2003)
- Once Upon a Time in the West (1968)
- Once Upon a Time in Tibet (2010)
- Once Were Warriors (1994)
- The One (2001)
- One Fine Day (1997)
- One Flew Over the Cuckoo's Nest (1975)
- One Foot in Heaven (1941)
- One Hour with You (1932)
- One Hundred Men and a Girl (1937)
- One Night in Miami (2020)
- One Night of Love (1934)
- One of Them Days (2025)
- One Way Passage (1933)
- One-Eyed Jacks (1961)
- De onfatsoenlijke vrouw (1991)
- Ong-Bak (2003)
- Only Angels Have Wings (1939)
- Only You (1994)
- Onward (2020)
- Ook honden gaan naar de hemel (1989)
- Oorlog en vrede (1967)
- Op hoop van zegen (1986)
- Opa Cor (2024)
- Open Range (2004)
- Open Water (2003)
- Operation Dumbo Drop (1995)
- The Opposite of Sex (1998)
- Orange County (2002)
- The Order (2001)
- Ordet (1955)
- Ordinary People (1980)
- The Original Kings of Comedy (2000)
- Original Sin (2001)
- Orphée (1949)
- Osama (2003)
- Oscar (1967)
- Ossessione (1943)
- Otello (1986)
- Othello (1952)
- Othello (1969)
- Othello (1995)
- The Other Final (2002)
- Other People's Money (1992)
- The Others (2001)
- Our Hospitality (1923)
- Our Lips Are Sealed (2000)
- Our Man in Havana (1959)
- Our Town (1940)
- Out for Justice (1991)
- Out of Africa (1985)
- Out of Sight (1998)
- Out of the Past (1947)
- Out of this World (1954)
- Out of Time (2003)
- Out on a Limb (1987)
- Outbreak (1995)
- Outside Providence (1999)
- The Outsiders (1983)
- Over the Hedge (2006)
- Over the Moon (2020)
- Over the Top (1987)
- Overboard (1987)
- De overgave (2014)
- Overnight Delivery (1998)
- The Ox-Bow Incident (1943)

## P
- Het paard van Sinterklaas (2005)
- Pacific Heights (1990)
- The Painted Bird (2019)
- Pale Rider (1985)
- The Paleface (1948)
- Pallieter (1976)
- The Palm Beach Story (1942)
- Panic Room (2002)
- Pantserkruiser Potjomkin (1925)
- The Paper Chase (1973)
- Paper Moon (1973)
- Parachute (2023)
- Parade (1974)
- Paradise Lost: The Child Murders at Robin Hood Hills (1996)
- Paradise Now (2005)
- Paramount on Parade (1930)
- Paranoia (1968)
- Paranormal Activity (2007)
- Paranormal Activity 2 (2010)
- Paranormal Activity 3 (2011)
- Paranormal Activity 4 (2012)
- Paranormal Activity: The Ghost Dimension (2015)
- Paranormal Activity: The Marked Ones (2014)
- ParaNorman (2012)
- Parasite (2019)
- The Parent Trap (1998)
- Parenthood (1989)
- Paris, Texas (1984)
- Parnell (1937)
- Party Girl (1958)
- A Passage to India (1984)
- Passengers (2016)
- De Passievrucht (2003)
- La Passion de Jeanne d'Arc (1928)
- The Passion of the Christ (2004)
- Pather Panchali (1955)
- Paths of Glory (1957)
- The Patriot (1928)
- Patriot Games (1992)
- Patton (1970)
- Pauline & Paulette (2001)
- Pay It Forward (2000)
- Payback (1999)
- Paycheck (2003)
- The Peacemaker (1997)
- Pearl Harbor (2001)
- Peggy Sue Got Married (1986)
- De Pelikaanman (2004)
- People I Know (2004)
- The People Under the Stairs (1991)
- Per qualche dollaro in più (1965)
- Per un pugno di dollari (1964)
- Percy (1970)
- The Perfect Man (2005)
- The Perfect Score (2004)
- The Perfect Storm (2000)
- Permanent Records (1986)
- Personal Property (1937)
- Pervola, sporen in de sneeuw (1985)
- Pet Sematary (1989)
- Pet Sematary II (1992)
- Peter Pan (1953)
- Peter Pan 2: Return to Never Land (2002)
- Peter Pan (2003)
- Peter Pan's Neverland Nightmare (2025)
- Peter Pan & Wendy (2023)
- Le Petit baigneur (1967)
- Peyton Place (1957)
- The Phantom (1996)
- The Phantom of the Opera (1925)
- The Phantom of the Opera (2004)
- Phantom Thread (2017)
- Phenomenon (1996)
- Philadelphia (1993)
- The Philadelphia Story (1940)
- Phileine zegt sorry (2003)
- Philomena (2013)
- Pi (1998)
- The Pianist (2002)
- The Piano (1993)
- The Pick-up Artist (1987)
- Picnic (1955)
- The Picture of Dorian Gray (1945)
- The Pied Piper (1942)
- Piet Piraat en de betoverde kroon (2005)
- Piet Piraat en het vliegende schip (2006)
- Pietje Bell (2002)
- Pietje Bell 2: De Jacht op de Tsarenkroon (2003)
- De pijnbank (1998)
- Pillow Talk (1959)
- Pim (1983)
- The Pink Panther (1963)
- The Pink Panther (2006)
- Pinksterprins (2025)
- Pinokkio (1940)
- Pipo en de p-p-parelridder (2003)
- Pirates of the Caribbean: The Curse of the Black Pearl (2003)
- Pirates of the Caribbean: Dead Man's Chest (2006)
- Pirates of the Caribbean: At World's End (2007)
- Pirates (1986)
- Des pissenlits par la racine (1967)
- Il Più bel giorno della mia vita (2002)
- A Place in the Sun (1951)
- Places in the Heart (1984)
- The Plainsman (1936)
- Planes, Trains and Automobiles (1987)
- Planet of the Apes (1968)
- Beneath the Planet of the Apes (1970)
- Planet of the Apes (2001)
- Platinum Blonde (1931)
- Platoon (1986)
- Playtime (1967)
- Pleasantville (1998)
- Please Don't Eat the Daisies (1960)
- The Pleasure Garden (1925)
- The Pleasure Garden (1953)
- Plop en het Vioolavontuur (2005)
- Plop in de stad (2006)
- Pocahontas (1995)
- Pointed Heels (1929)
- Poison Ivy (1992)
- Poison Ivy II: Lily (1996)
- Pokémon de film: Mewtwo tegen Mew (1999)
- Pokémon 2: Op eigen kracht (2000)
- Pokémon 3: In de greep van Unown (2001)
- Pokémon 4: 4Ever (2002)
- Pokémon 5: Helden (2003)
- Pokémon 6: Jirachi, Droomtovenaar (2004)
- Pokémon 7: Doel Deoxys (2005)
- Police Academy (1984)
- Police Academy 2: Their First Assignment (1985)
- Police Academy 3: Back in Training (1986)
- Police Academy 4: Citizens on Patrol (1987)
- Police Academy 5: Assignment Miami Beach (1988)
- Police Academy 6: City Under Siege (1989)
- Police Academy 7: Mission to Moscow (1994)
- Politiki kouzina (2003)
- Polleke (2003)
- Pollock (2000)
- Poltergeist (1982)
- Poltergeist II: The Other Side (1986)
- Poltergeist III: The Final Chapter (1988)
- Ponyboi (2024)
- De Poolse bruid (1998)
- The Poor Little Rich Girl (1917)
- Popeye (1980)
- Pork Chop Hill (1959)
- Porky's (1982)
- Portrait de la jeune fille en feu (2019)
- Poseidon (2006)
- The Poseidon Adventure (1972)
- Possessed (1931)
- The Post (2017)
- Il postino (1994)
- The Postman (1997)
- The Postman Always Rings Twice (1946)
- Powaqqatsi (1988)
- The Power of the Dog (2021)
- Power Rangers (2017)
- Powers of Ten (1977)
- Practical Magic (1998)
- Praying with Anger (1992)
- Precious (2009)
- Predator (1987)
- Predator 2 (1990)
- Premature (2014)
- Prêt-à-Porter (1995)
- Pretty in Pink (1986)
- Pretty Woman (1990)
- Pride and Prejudice (1940)
- Pride & Prejudice (2005)
- The Pride of the Yankees (1942)
- Prijs de zee (1959)
- Primal Fear (1996)
- Primary Colors (1998)
- The Prime of Miss Jean Brodie (1969)
- The Prince (2014)
- Prince of the Himalayas (2006)
- The Prince of Tides (1991)
- The Princess and the Frog (2009)
- The Princess Bride (1987)
- The Princess Diaries (2001)
- The Princess Diaries 2: Royal Engagement (2004)
- Private Benjamin (1980)
- The Private Life of Henry VIII (1933)
- The Private Lives of Elizabeth and Essex (1939)
- Private Worlds (1935)
- Prizzi's Honor (1985)
- La Promesse (1996)
- Promising Young Woman (2020)
- Proof (2005)
- Prophecy (1979)
- Psycho (1960)
- Psycho (1998)
- Public Enemies (1995)
- The Public Enemy (1931)
- Pulp Fiction (1994)
- Punchline (1988)
- Pups (1999)
- Purple Rain (1984)
- The Purple Rose of Cairo (1985)
- Puss in Boots (2011)
- Pygmalion (1938)

## Q
- Q-The Winged Serpent (1982)
- The Queen (2006)
- Queen Christina (1933)
- The Quick and the Dead (1995)
- Quick Change (1990)
- The Quiet American (2002)
- The Quiet Man (1952)
- Quiz Show (1994)
- Quo Vadis (1951)
- Quo vadis, Aida? (2020)

## R
- Rabbit-Proof Fence (2003)
- Race You to the Bottom (2005)
- Racing with the Moon (1984)
- The Racket (1928)
- Le radeau de la Méduse (1994)
- Radio Days (1987)
- Raging Bull (1980)
- Raid Into Tibet (1967)
- Raiders of the Lost Ark (1981)
- Rain Man (1988)
- The Rainmaker (1997)
- Raise Your Voice (2004)
- Raising Arizona (1987)
- Raising Helen (2004)
- Ralph Breaks the Internet (2018)
- Rambo: First Blood Part II (1985)
- Rambo III (1988)
- Rambo 4 (2007)
- Random Hearts (1999)
- Random Harvest (1942)
- Ransom (1996)
- Rashomon (1950)
- Rat Race (2001)
- Ratatouille (2007)
- Ray (2005)
- Raya and the Last Dragon (2021)
- The Razor's Edge (1946)
- The Reader (2008)
- Ready to Rumble (2000)
- Reality Bites (1994)
- Reap the Wild Wind (1942)
- Rear Window (1954)
- Rebecca (1940)
- Rebecca of Sunnybrook Farm (1938)
- Rebel Without a Cause (1955)
- Reckless (1935)
- The Recruit (2003)
- The Red Badge of Courage (1951)
- Red Corner (1997)
- Red Dawn (1984)
- Red Dragon (2002)
- Red Dust (1932)
- Red Eye (2005)
- Red Flag over Tibet (1989)
- Red Flags (2025)
- Red Lights (2012)
- Red Planet (2001)
- Red River (1948)
- Red River Valley (1997)
- Red Rock West (1992)
- The Red Shoes (1948)
- Red Sonja (1985)
- De Reddertjes (1977)
- De Reddertjes in Kangoeroeland (1989)
- Redemption (2004)
- Red-Headed Woman (1932)
- Reds (1981)
- Redskin (1928)
- Refuge (2006)
- Regarding Henry (1991)
- La Règle du jeu (1939)
- Reign of Fire (2002)
- The Reincarnation of Khensur Rinpoche (1991)
- Reindeer Games (2000)
- Relay (2024)
- The Relic (1997)
- The Remains of the Day (1993)
- Renaissance Man (1994)
- Reno 911!: Miami (2006)
- Repo Man (1984)
- Repulsion (1965)
- Requiem for a Dream (2000)
- Reservoir Dogs (1992)
- Resident Evil (2002)
- Resident Evil: Apocalypse (2004)
- Resident Evil: Extinction (2007)
- Respiro (2002)
- The Return of the Pink Panther (1975)
- Return to Horror High (1986)
- Return to Never Land (2002)
- Return to Oz (1985)
- Return to Paradise (1998)
- Reunie (1994)
- The Revenant (2015)
- Revenge of the Nerds (1984)
- Reversal of Fortune (1990)
- Revolver (2005)
- Richard III (1912)
- Richie Rich (1994)
- Ricochet (1991)
- Ricordati di me (2003)
- Ride with the Devil (1999)
- Riding in Cars with Boys (2001)
- Riffraff (1936)
- Riff Raff (2024)
- The Right Stuff (1983)
- A Ring of Endless Light (2002)
- The Ring (2002)
- The Ring Two (2005)
- The Ring: Virus (1999) Zuid-Korea
- Ringu (1998) Japan
- Ringu 2 (1999) Japan
- Ringu 0: Birthday (2000) Japan
- Rio Bravo (1959)
- Ripley's Game (2003)
- The Rise of Theodore Roosevelt (2007)
- Rising Sun (1993)
- Risky Business (1984)
- The River (1984)
- River of No Return (1954)
- The River Wild (1994)
- River's End (1930)
- Rize (2005)
- Road to Perdition (2002)
- Road to Rio (1947)
- Road Trip (2000)
- Rob Roy (1995)
- The Robe (1953)
- Robin Hood (1922)
- Robin Hood (1973)
- Robin Hood (1991)
- Robin Hood (2010)
- Robin Hood: Men in Tights (1993)
- Robin Hood: Prince of Thieves (1991)
- RoboCop (1987)
- RoboCop 2 (1990)
- RoboCop 3 (1994)
- Robots (2005)
- Rocco & Sjuul (2023)
- The Rock (1996)
- The Rocketeer (1991)
- Rocky (1976)
- Rocky II (1979)
- Rocky III (1982)
- Rocky IV (1985)
- Rocky V (1990)
- Rocky Balboa (2007)
- The Rocky Horror Picture Show (1975)
- Roger & Me (1989)
- Rokjesdag (2016)
- Rokjesnacht (2024)
- Rokubanme no Sayoko (2000)
- Roma (2018)
- Roma, città aperta (1945)
- Roman Holiday (1953)
- Romancing the Stone (1984)
- Romeo (1990)
- Romeo + Juliet (1996)
- Romeo and Juliet (1936)
- Romeo and Juliet (1968)
- Ronin (1998)
- Room (2015)
- Room at the Top (1959)
- Room Service (1938)
- A Room with a View (1985)
- Rope (1948)
- Rose Red (1994)
- The Rose Tattoo (1955)
- Rosemary's Baby (1968)
- Rosetta (1999)
- Rosenstraße (2003)
- Rounders (1999)
- Roxanne (1987)
- The Royal Tenenbaums (2001)
- Ruby (1992)
- Ruggles of Red Gap (1935)
- The Rugrats Movie (1998)
- Rugrats in Paris: The Movie (2000)
- Rugrats Go Wild! (2003)
- Rules of Engagement (2000)
- Rumble Fish (1983)
- Rumor Has It (2005)
- Runaway Bride (1999)
- Runaway Jury (2004)
- Rush Hour (1998)
- Rush Hour 2 (2001)
- Rushmore (1998)
- Russian Ark (2002)
- The Russians Are Coming, the Russians Are Coming (1966)